# Skiack
Der Skiack, auch Skiach oder (Abhainn oder River) Sgitheach, ist ein Fluss in der schottischen Council Area Highland beziehungsweise in der traditionellen Grafschaft Ross-shire.

## Beschreibung
Die Beschreibung des Skiack ist nicht einheitlich. So schlagen manche Quellen den auch als Abhainn Dhubh bezeichneten Bergbach als Oberlauf dem Skiack zu, während andere den Zusammenfluss von Abhainn Dhubh mit einem unbenannten Bergbach als Entstehung des Skiack festlegen.
Der Abhainn Dhubh entspringt auf einer Höhe von etwa 420 Metern an der Westflanke des 467 Metern Cnoc nan Each. Er fließt zunächst in südwestlicher Richtung ab. Am Fuße des Ben Wyvis dreht der Bach zunächst anrupt nach Süden, um dann nach Kurzem an der Mündung des unbenannten Bergbachs eine östliche Richtung einzuschlagen. Er fließt dann einige Kilometer nach Nordosten um dann abermals bis zur Mündung nach Osten abzufließen. Unter Einbeziehung des Abhainn Dhubh mündet der Skiack nach einem 21 Kilometer langen Lauf bei Evanton in den Cromarty Firth. Etwa einen Kilometer nördlich mündet der aus Loch Glass abfließende Glass in den Cromarty Firth. In den Skiack münden zahlreiche Bergbäche, er besitzt jedoch keine wesentlichen Einzelzuflüsse.

## Umgebung
Der Skiack durchfließt eine weitgehend unbesiedelte Landschaft. Ein kurzes Stück vor Evanton liegt der Weiler Swordale nahe seinem linken Ufer. Weiter flussaufwärts finden sich prähistorische Siedlungsspuren.
Bei Evanton queren die A9 sowie die Far North Line den Skiack.

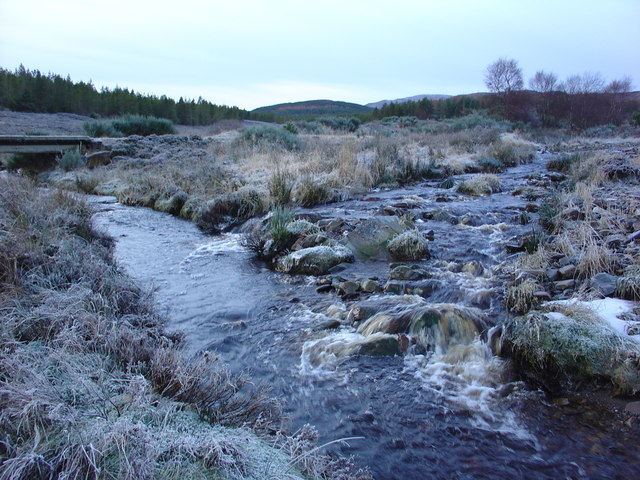
Zusammenfluss von Abhainn Dubh (von rechts) und einem unbenannten Bach
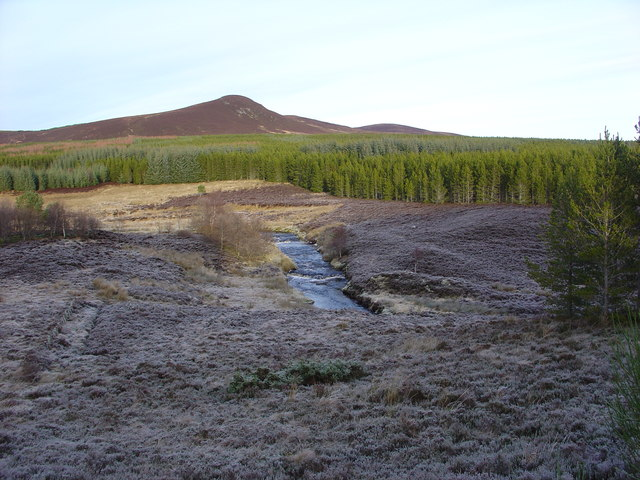
Mittellauf des Skiack
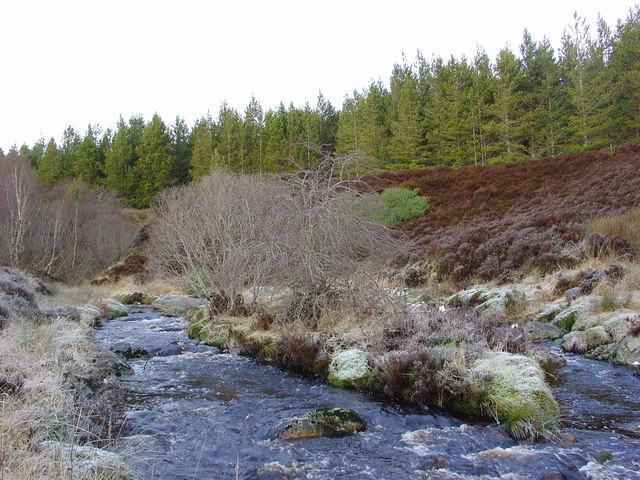
Kleine Flussinsel im Skiack